# 刘少白
刘少白（1883年—1968年12月），名象庚，字少白，山西省兴县黑峪口村人，中华人民共和国政治人物。

## 生平
早年考入太原府中学堂，后入学山西大学堂攻读法律。1918年，毕业获法学学士学位后，先后在太原阳兴中学任董事、山西省立工业专门学校任秘书长，并兼国文教员。1921年后，担任河北省建设厅秘书主任、天津商品检验局副局长、局长。1937年初，返回太原，并加入中国共产党，创建兴县农民银行（后改西北农民银行），出任行长，以发展抗日根据地经济、解决军需民用。1942年，当选晋绥边区临时参议会副议长。1942年5月，刘少白陪牛友兰率晋西北士绅参观团赴延安访问，受到毛泽东、朱德、林伯渠、谢觉哉、吴玉章等人的接见。土地改革前夕，他又與其弟劉象坤主動獻出土地450餘畝。1947年，刘少白在晉綏土改中被批斗，劉象坤被群众活活打死。劉少白处境十分艰难，不得不向毛泽东写信求助。1949年9月，担任山西省人民政府委员、山西省政协副主席、山西省监察委员会委员、抗美援朝华北委员会常务委员等职。1966年文革开始后，刘少白再次受到冲击，他的女儿刘亚雄、刘竞雄被抓、被斗，儿子被怀疑是“苏修特务”。1968年12月，去世。刘亚雄之父。